# Lindärva kyrka
Lindärva kyrka är en kyrkobyggnad som tillhör Sävare församling (tidigare Lindärva församling) i Skara stift. Den ligger i Lidköpings kommun.

## Kyrkobyggnaden
Byggnaden har bevarat sin intima och ålderdomliga romanska karaktär med ett rektangulärt långhus och ett lägre och smalare, rakt avslutat kor och torn i väster. Sakristian är emellertid en senare tillbyggnad. Murarna är uppförda i skalmursteknik av tuktad sandsten i bruk med breda utstrukna fogar. Tornet är uppfört i tre avdelningar vardera med något indraget murverk. De på så sätt uppkomna avsatserna saknar avtäckning.
Huvudingången till kyrkan låg närmare mitten av långhusets södra vägg, alltså inte den under 1100-talet och senare vanliga platsen nära sydvästra hörnet. Sydportalens placering är inte ovanlig i anglosaxiska kyrkplaner och detta visar tillsammans med tornets konstruktion på förebilder och influenser äldre än de normanniska strömningarnas inträngande i Västergötland, det vill säga till en tid före 1080 .
På 1400-talet slogs kryssvalv av tegel över långhuset, som fick målningar liknande den välkände kyrkomålaren Amund. De var länge överkalkade, men återfanns vid en restaurering 1916 och restaurerades då. I långhuset finns bara ornamentiken bevarad, men varje valvkappa i koret har figurscener, som en tronande Kristus, de saligas mottagande i paradiset och Sankt Mikael. Huvudingången är numera placerad i väster genom tornet. 

## Inventarier
- Altaruppsatsen, predikstolen och dopfunten i barock är tämligen enkla arbeten från 1700-talets början.
- Själva altaret och ett antal träskulpturer är medeltida.

### Klockor
Kyrkan har två senmedeltida klockor.
- Lillklockan har ett pilgrimsmärke med biskop Brynolfs bild. Dess latinska inskrift lyder: anno d(omi)ni m d cxii petrus est patro(nus) i(n) lin(derva), samt med sköld mitt på klockan som innehåller en människofigur med ett kors över och bokstäverna C och N under. Inskriften översatt till svenska med upplösta förkortningar: Herrens år 1512[13] [göts jag]. Petrus är kyrkopatron i Lindärva.
- Storklockan, som är gjuten av Busse Jacobsson, har en välgjord inskrift i minuskelstil kring den övre kanten: Anno d(omi)ni m d v xvi do got busse yacop dusse klokke in sunte peter un(d) sunte iohannes erre, vilket kan tydas till: Herrens år 1516 då göt Busse Jacob[sson] denna klocka till Sankt Peters och Sankt Johannes ära..

### Orgel
Orgeln med ljudande fasad, är placerad på golvet i nordvästra hörnet. Den byggdes 1990 av Smedmans Orgelbyggeri och har sex stämmor fördelade på manual och pedal. Den tidigare orgeln från 1954 avyttrades 1989 och flyttades till Långareds missionskyrka.

## Bilder

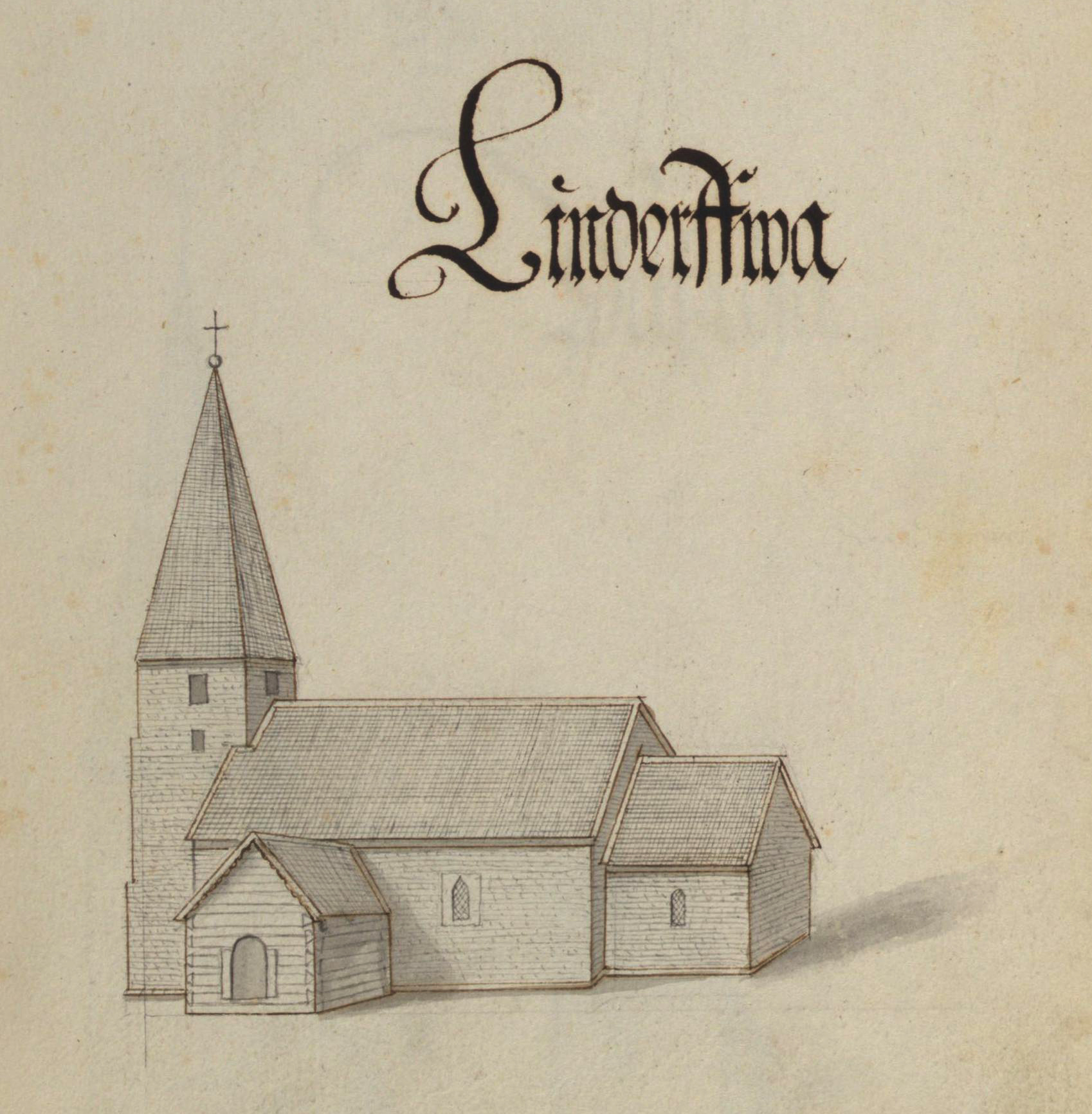
Kyrkan på teckning omkring 1670.
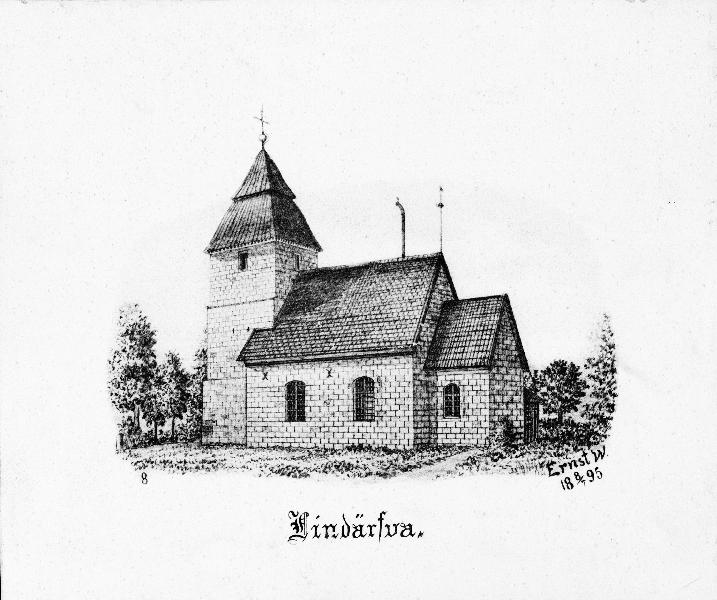
Kyrkan på teckning från 1895.
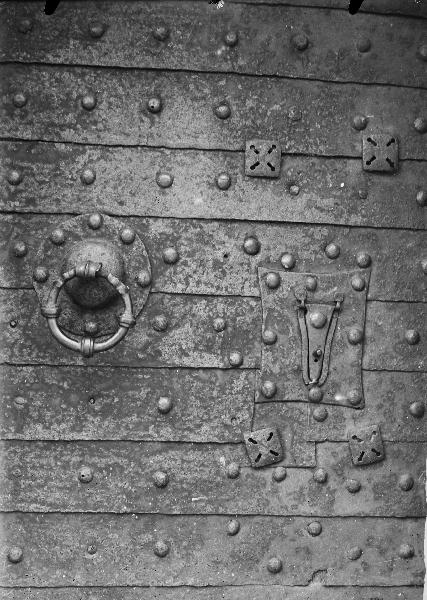
Detalj av västra porten.
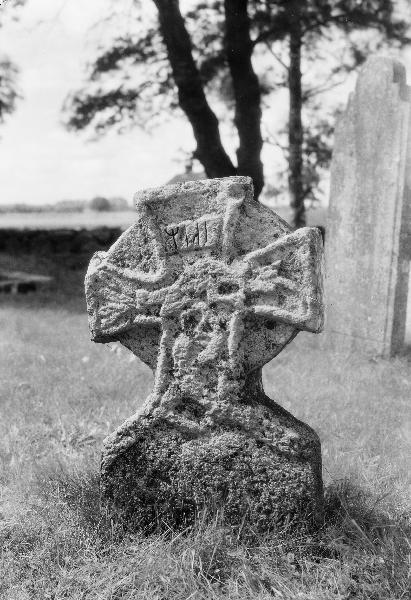
Gavelsten till romansk gravkista från 1100-talet.